# Anatolivka, Berezivka
Anatolivka (în ucraineană Анатолівка) este un sat în comunei Rozkvit din raionul Berezivka, regiunea Odesa, Ucraina.

## Demografie
Componența lingvistică a localității Anatolivka
     Rusă (76,25%)
     Ucraineană (22,55%)
     Alte limbi (0,86%)
Conform recensământului din 2001, majoritatea populației localității Anatolivka era vorbitoare de rusă (76,25%), existând în minoritate și vorbitori de ucraineană (22,55%).